# Église Notre-Dame-de-l'Assomption de Brecé
L'église Notre-Dame-de-l'Assomption est une église catholique située à Brecé, dans le département français de la Mayenne.

## Localisation
L'église est située  sur la commune de Brecé.

## Historique
L'édifice, bâti fin XVe et début XVIe siècle, est inscrit au titre des monuments historiques depuis le 26 juin 1989.